# Turányi Tamás
Turányi Tamás (Kaposvár, 1966. december 25. –) magyar költő, író.

## Élete és munkássága
Budapesten él. Három kötete jelent meg. A Bruthalia alkotókör tagja volt.
Publikált többek között a Műútban, az Élet és Irodalomban, a HogyÖt Antologiában, a Miskolc Kapucíner antológiában, az Egyrészt versantológiában és a Parnasszusban. 2000-től a Dokk.hu szerkesztője.
Kerek szeptember című második kötetéhez Kemény István (költő) írta a fülszöveget:
„Meglepetés ez a könyv. Egy költő, majdnem negyven évesen, abban az életkorban, amikor már inkább csak prózaírók szoktak váratlanul felbukkanni, váratlanul felbukkan — és készen van, mindent tud. Az életet ismeri, a világról tiszta képe van. Még szenvedélyes, de már bölcs. Még hiszi, hogy fel kell emelni az olvasót, de már azt is tudja, mi annak a módja. Megmutatja a dolgok másik oldalát. Ha az apás szülésről ír, nem feledkezik meg a szülőszobán kívüli világról sem. Ám a legkeserűbb verseinek A Gyűrűk Urából választ címeket: Bombadil Toma, Mordor, Holt-láp. De Gandalfot itt hiába keressük — a varázslót megtartja magának. Mert a költő mégiscsak varázsló. Turányi Tamás sorai varázsigeként mormolhatók, erőt lehet meríteni belőlük. A legjobb fajta költészet.” (Kemény István)

## Kötetei
- Édesgyökér, Aesculart Kiadó, Budapest, 2001
- Kerek szeptember, JAK-füzetek sorozat, Budapest, 2006
- Benzinkút, Szoba Kiadó, Budapest, 2008

## Díjak
Szépirodalom, Műút-nívódíj, 2012

## Internetes megjelenések
- Holdkatlan
- Litera.hu
- Műút: Áfra János kötet recenzió
- Spanyolnátha  Archiválva 2019. március 27-i dátummal a Wayback Machine-ben
- Élet és Irodalom

## Interjúk, megszólalások
- Költőrejtek a szeptemberi kerek erdőben [halott link]
- Mit olvasnak az írók? – Körkérdés a 84. Ünnepi Könyvhét előtt  Archiválva 2020. szeptember 18-i dátummal a Wayback Machine-ben

## Egyéb publikációk
- ELFORGATOTT GYALOGUTAK, AVAGY MOTÍVUMOK TÜNDÉRI LÁNCOLATA Néhány gondolat Nyilas Atilla verstételeiről, PRAE.hu 2013

## Róla írták
- Tandori Dezső: Költészetről, költőkről, Palócföld - 50. évf. 1-2. sz. (2004. január-április)
- Krusovszky Dénes: Turányi Tamás: Kerek szeptember, Szépirodalom Figyelő, 2006. 5. sz. 115-117.
- Dunajcsik Mátyás: Dicsőség az élőknek, gondolatok Turányi Tamás Kerek Szeptember című kötetének kapcsán (különös tekintettel a Lazac-emlékmű című versre)

Részlet: 
"...Azért tartom fontosnak e terület behatároltságát, mert a Lazac-emlékmű a kötet talán egyetlen általános tartalmú verse, így e nélkül ez az általánosság még ki is kezdhetné a könyv szerény visszafogottságát, személyességét, hogy nem tanítani akar, csak a saját tapasztalatait mondja el. Ezt támogatja az is, hogy a példázat tárgyát nem valami magasztos tárgy, hanem a lazacok képezik. Hogy a versben foglaltak mennyire a saját élettapasztalat leszűrt eredményei, azt világosan mutatja a megelőző vers, a Tőkesúly (12.) utolsó négy sora: „…Lazac vagyok, az életem sós vízből // édesvíz, parányi fordulat: apa – / maradnék, nem úsznék tovább, folyókról, / vízesésekről nincs mit mondanom.” Ezt a személyes vágyat értelmezi, emeli egy szinttel magasabbra a következő vers, mely arra keresi a választ, hogy miért is volna jó nem úszni tovább:..."